# Chachana
Chachana (apareix també com Chanchana i Cacana) fou un petit estat del Kathiawar al districte de Jhalawar, presidència de Bombai. Estava format per només un poble amb un únic tributari.
Els ingressos estimats (1881) eren de 229 lliures i el tribut de 31 lliures es pagava al govern britànic.